# Біллунн (муніципалітет)
Біллунн (дан. Billund) — муніципалітет у регіоні Південна Данія королівства Данія. Площа — 540.3 квадратних кілометрів. Адміністративний центр муніципалітету — місто Гріндстед.

## Населення
У 2012 році населення муніципалітету становило 26 220 осіб.